# Espoir 2002
Espoir 2002 était une coalition de dix-sept partis, dont le Congrès national d’initiative démocratique (CNID) de Mountaga Tall, le Mouvement patriotique pour le renouveau de Choguel Kokalla Maïga (MPR) et le Rassemblement pour le Mali (RPM) d’Ibrahim Boubacar Keïta, créée pour présenter des candidats communs aux élections législatives maliennes du mois d'août 2002. Espoir 2002 arriva en tête de ces élections avec 66 députés élus sur 160 (dont 46 pour le RPM, 13 pour le CNID et 5 pour le MPR).